# Pure Gershwin
| Críticas profissionais | Críticas profissionais |
| Avaliações da crítica  | Avaliações da crítica  |
| Fonte                  | Avaliação              |
| ---------------------- | ---------------------- |
| Allmusic               | [ 1 ]                  |

Pure Gershwin é um álbum do compositor e pianista norte-americano Michael Feinstein de canções compostas por George Gershwin. Lançado em 1987, este álbum de estúdio foi a gravação de estreia de Feinstein.

## Lista de faixas
| N.º            | Título                                                     | Compositor(es)                            | Duração |  |
| 1.             | "'S Wonderful"                                             | George Gershwin / Ira Gershwin            | 3:54    |  |
| 2.             | "Love Is Here to Stay"                                     | George Gershwin / Ira Gershwin            | 3:53    |  |
| 3.             | "Liza (All the Clouds'll Roll Away)"                       | George Gershwin / Ira Gershwin / Gus Kahn | 5:24    |  |
| 4.             | "The World Is Mine"                                        | George Gershwin                           | 2:56    |  |
| 5.             | "They Can't Take That Away from Me"                        | George Gershwin / Ira Gershwin            | 3:36    |  |
| 6.             | "Ins't It a Pity?"                                         | George Gershwin / Ira Gershwin            | 7:03    |  |
| 7.             | "Let's Call the Whole Thing Off"                           | George Gershwin / Ira Gershwin            | 2:43    |  |
| 8.             | "Embraceable You"                                          | George Gershwin / Ira Gershwin            | 4:33    |  |
| 9.             | "What Causes That?"                                        | George Gershwin / Ira Gershwin            | 3:19    |  |
| 10.            | "He Loves and She Loves (How Long Has This Been Going On)" | George Gershwin / Ira Gershwin            | 5:49    |  |
| 11.            | "They All Laughed"                                         | George Gershwin / Ira Gershwin            | 3:03    |  |
| 12.            | "The Girl I Love"                                          | George Gershwin / Ira Gershwin            | 4:30    |  |
| 13.            | "Someone to Watch over Me"                                 | George Gershwin / Ira Gershwin            | 4:15    |  |
| Duração total: | Duração total:                                             | Duração total:                            | 54:58   |  |

## Recepção
A revisão de Allmusic por William Ruhlmann sobre o álbum é que a leitura do Feinstein de outros compositores é muito, muito bom, mas seu sentimento para Gershwin (como seria de esperar de um homem que trabalhou anos com Ira Gershwin) é quase perfeita. Do Feinstein tocando piano é excelente, e ele saboreia cada sílaba das palavras.